# Tissahamia ethagala
Espèce
Synonymes
- Pholcus ethagala Huber, 2011

Tissahamia ethagala est une espèce d'araignées aranéomorphes de la famille des Pholcidae.

## Distribution
Cette espèce est endémique du Sri Lanka.

## Description
Le mâle holotype mesure 3,4 mm.

## Étymologie
Son nom d'espèce lui a été donné en référence au lieu de sa découverte, les monts Ethagala.

## Publication originale
- Huber, 2011 : Revision and cladistic analysis of Pholcus and closely related taxa (Araneae, Pholcidae). Bonner zoologische Monographien, no 58, p. 1-509 (texte intégral).